# Philippe Senderos
Philippe Senderos, född 14 februari 1985 i Genève, är en schweizisk före detta fotbollsspelare som spelade som mittback. Han har representerat det schweiziska landslaget och bland andra klubblagen Fulham, Arsenal, Milan.
Den 8 juni 2010 offentliggjorde Fulham på sin officiella webbplats att man hade skrivit ett treårskontrakt med Senderos.